# Diego León (calciatore 2007)
Diego Basilio León Blanco (Yguazú, 3 aprile 2007) è un calciatore paraguaiano, difensore del Manchester Utd e della nazionale Under-20 paraguaiana.

## Caratteristiche tecniche
È un terzino sinistro rapido, potente fisicamente e con spiccate doti offensive.

## Carriera

### Club
Cresciuto nel settore giovanile del Cerro Porteño, ha debuttato in prima squadra il 2 agosto 2024 nell'incontro di División Profesional contro lo Sportivo Ameliano segnando la rete decisiva nella vittoria per 1-0; nel 2025, riconfermato in squadra, ha invece esordito in Coppa Libertadores.

### Nazionale
Nel 2025 ha partecipato al campionato sudamericano di categoria, nel quale ha giocato 9 partite e segnato un gol.

## Statistiche

### Presenze e reti nei club
Statistiche aggiornate al 6 aprile 2025.
| Stagione        | Squadra         | Campionato      | Campionato | Campionato | Coppe nazionali | Coppe nazionali | Coppe nazionali | Coppe continentali | Coppe continentali | Coppe continentali | Altre coppe | Altre coppe | Altre coppe | Totale | Totale | Totale |
| Stagione        | Squadra         | Comp            | Pres       | Reti       | Comp            | Pres            | Reti            | Comp               | Pres               | Reti               | Comp        | Pres        | Reti        | Pres   | Reti   |        |
| --------------- | --------------- | --------------- | ---------- | ---------- | --------------- | --------------- | --------------- | ------------------ | ------------------ | ------------------ | ----------- | ----------- | ----------- | ------ | ------ | ------ |
| 2024            | Cerro Porteño   | PD              | 19         | 2          | CP              | 2               | 0               | CS                 | 0                  | 0                  | -           | -           | -           | 21     | 2      |        |
| 2025            | Cerro Porteño   | PD              | 12         | 1          | CP              | 0               | 0               | CL                 | 1                  | 1                  | -           | -           | -           | 13     | 2      |        |
| Totale carriera | Totale carriera | Totale carriera | 31         | 3          |                 | 2               | 0               |                    | 1                  | 1                  |             | -           | -           | 34     | 4      |        |